# Rhôdes
Pour les articles homonymes, voir Rhodes (homonymie).
Cet article court présente un sujet plus développé dans : Château (Saône-et-Loire).
Rhôdes est un lieu-dit en Saône-et-Loire, situé au XXIe siècle au sein du territoire de la commune de Château.
Ce lieu-dit possède une commanderie de l'ordre de Saint-Jean de Jérusalem : la commanderie de Rhôdes.